# クリ文化

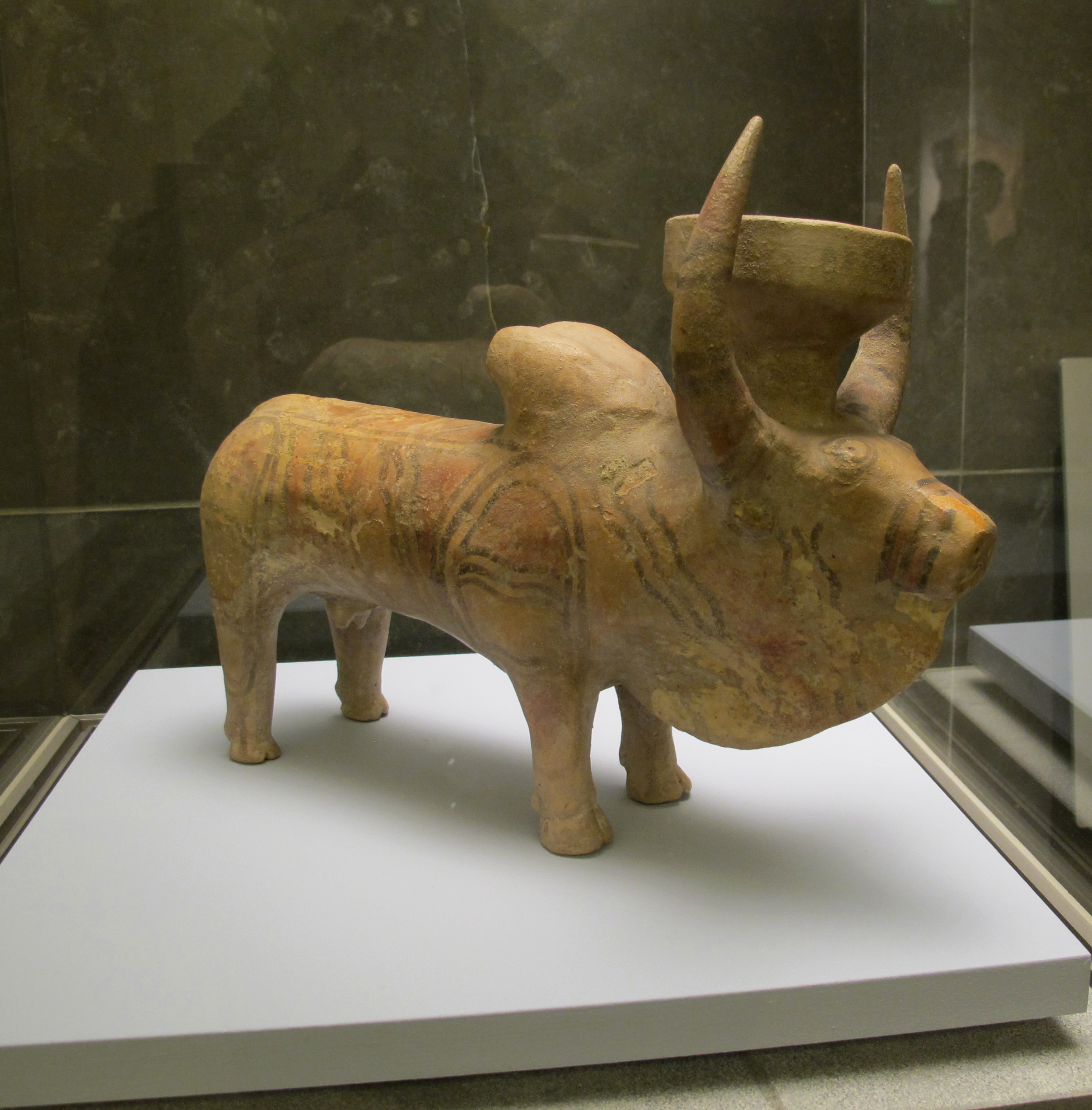
コブウシの形をしたリュトン。素焼きに着色。パキスタン・ニンドワリ遺跡、紀元前2300年-紀元前2000年、インダス文明時代のクリ文化、パリ・ギメ東洋美術館所蔵。

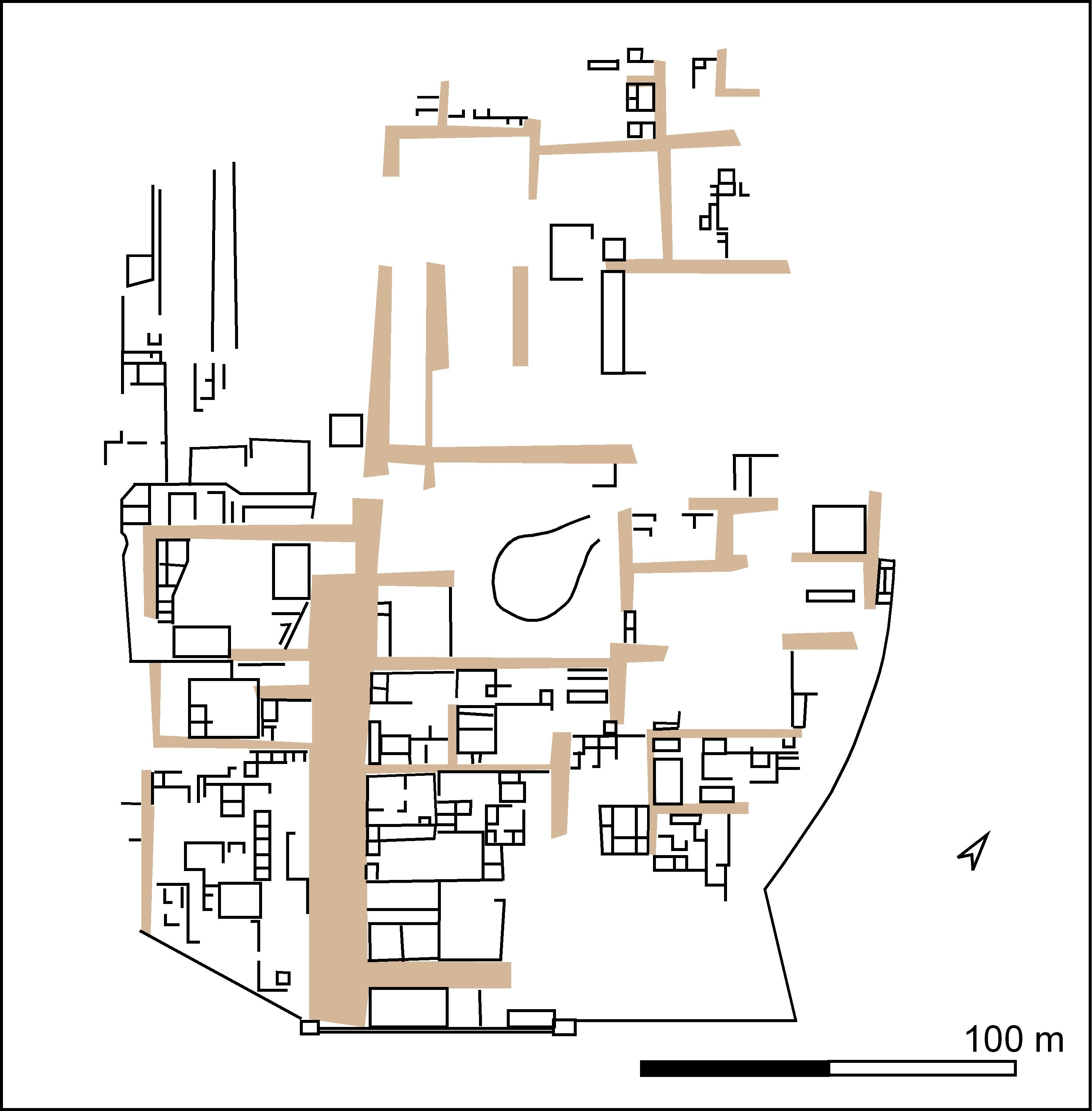
クリ集落の遺跡「Kasota Qila Mound II」の平面図。

クリ文化（クリぶんか、英語: Kulli culture）は、紀元前2500年ころから紀元前2000年ころにかけて、後のパキスタンのバローチスターン州南部（ゲドロシア）に存在していた先史時代の文化。陶器類などの文物はインダス文明に類似しており、クリ文化がインダス文明の局地的な変種であったのか、独自の文化複合体であったのかははっきりしていない。クリ文化という呼称は、サー・オーレル・スタインが発掘をおこなった考古学発掘調査地の地名に由来している。

## 集落
当時の集落の場所としては100か所以上が知られているが、発掘調査がおこなわれたのは、そのごく一部だけである。集落の中には、小さな町と言ってよい規模のものもあり、インダス文明の集落に似ている。家屋は、地元で産出する石材を用いて街路沿いに建てられていた。街路は舗装されていることもあった。街路には階段もあり、高い階層へ上がることができた。集落は、しばしば戦略上重要な場所に配置されており、周囲一帯を見渡せる小高いの丘の上など設けられていた。ほとんどの集落の近傍にはダムが設けられていた。町のひとつであるムルダ・サン (Murda Sang)は、35ha ほどの面積がある。そこではクル文化より後の遺構は存在していなかった。
ニンドワリは、クリ文化の重要な集落のひとつであった。
クリ文化は、ソール・ダム（ナル (Nal)）でも最新の地層にあり、かつてはソール・ダムもクリ文化の一部であると考えられていた。しかし、その後の研究によって、この場所は、独自の、より早い時代の陶器製造の伝統（ナル陶器 (Nal pottery)）に属しており、バルーチスターンと結びついていたものとみなされるようになっている。

## 経済
人々の経済基盤は農業であった。クリ文化の発掘地にはダムが見られることがよくあるが、これは高度に発達した水管理システムがあったことの証拠である。

## 物質文化

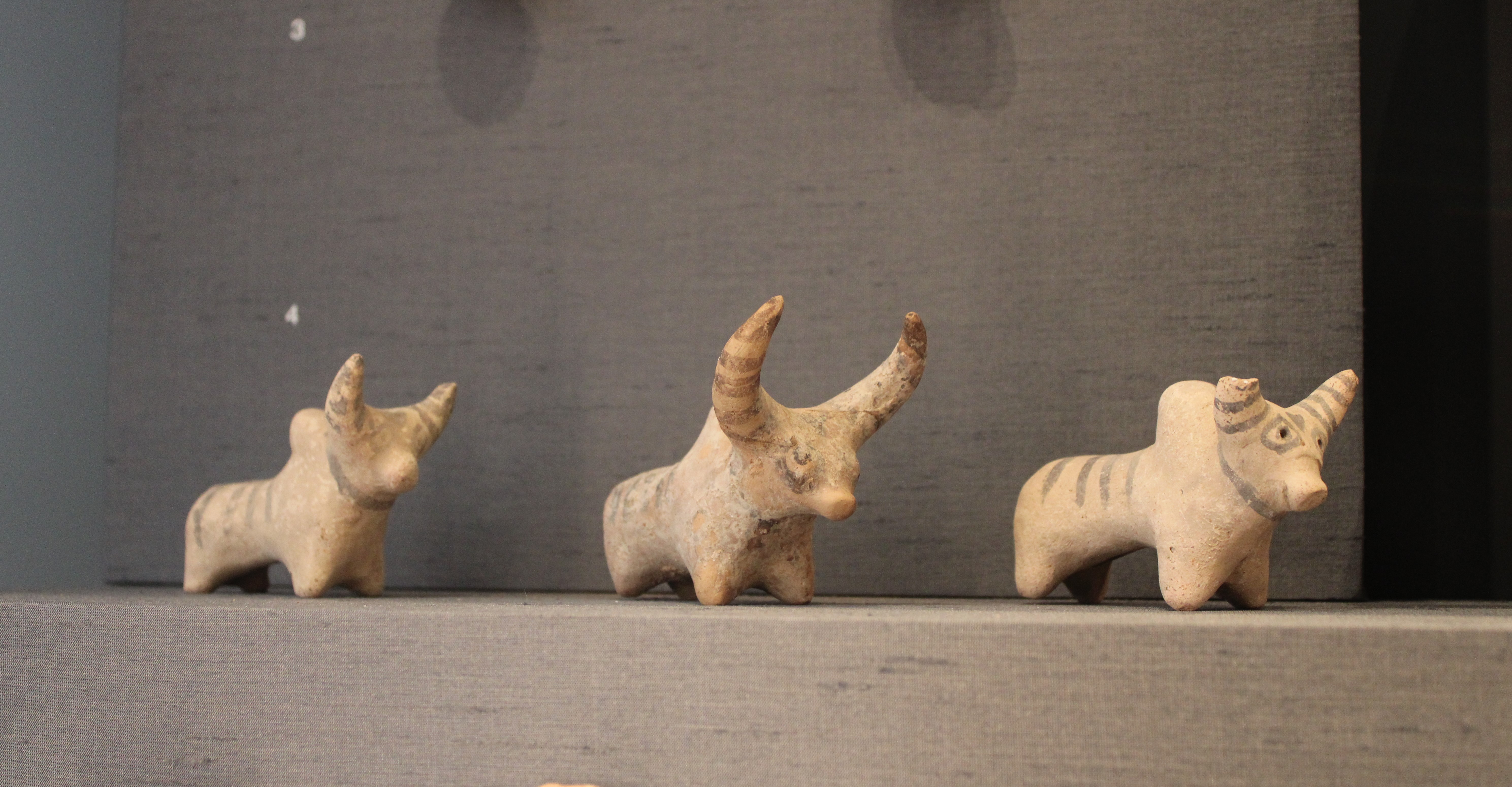
様式化された、素焼きのコブウシの小さな像、大英博物館所蔵。

クリ文化の陶器は、独特な形態をしている。球状のビーカー、小さなフラスコ、背の高い花瓶、コップ、皿などが出土している。大きな貯蔵用のジャーには、塗装が施されているものもある。インダス文明と共通する要素としては、スタンド付きの皿と穴の空いた容器がある。クリ文化の陶器には装飾的な塗装が施されているものもある。こうした場合には、容器全体を取り巻くように水平方向に絵が描かれている。幾何学模様も見出され、動植物の形が描かれることもある。コブウシの雄牛は、よくあるモチーフのひとつである。動物などの描き方は様式化が進んでいる。こうした絵付けは、赤い容器の表面上に、黒で描かれるのが常であった。これはインダス文明の装飾陶器に似た面でもあるが、クリ文化の陶器の赤色は、より鮮やかな赤である。クリ文化の典型的な文物には、この他にも、コブウシや女性像を模した雑な造りの小さな人形などがある。女性像は、極めて様式的なものであるが、髪型は丁寧に表現されており、首飾りや腕輪などの装飾品も表現されている。コブウシの人形は、塗装されていることが多い。牛に引かせる車も粘土細工で作られていた。メヒ (Mehi) では、装飾を施された緑泥石の容器も出土しているが、これはテペ・ヤーヤから運ばれて来たものであり、後のイラン東部との交易がおこなわれていた証拠である。また、銅や青銅も、知られていた。